# Makato
Makato (Bayan ng Makato) är en kommun i Filippinerna. Kommunen ligger på ön Panay, och tillhör provinsen Aklan. Folkmängden uppgår till 27 262 invånare år 2015.

## Barangayer
Makato är indelat i 18 barangayer.
| - Agbalogo - Aglucay - Alibagon - Bagong Barrio - Baybay - Cabatanga - Cajilo - Calangcang - Calimbajan | - Castillo - Cayangwan - Dumga - Libang - Mantiguib - Poblacion - Tibiawan - Tina - Tugas |